# Archanioł Gabriel (ikona)
Archanioł Gabriel, Anioł o złotych włosach (ros. Архангел Гавриил, Ангел "Златые Власы") – staroruska ikona z XII namalowana przez nieznanego autora.

## Historia

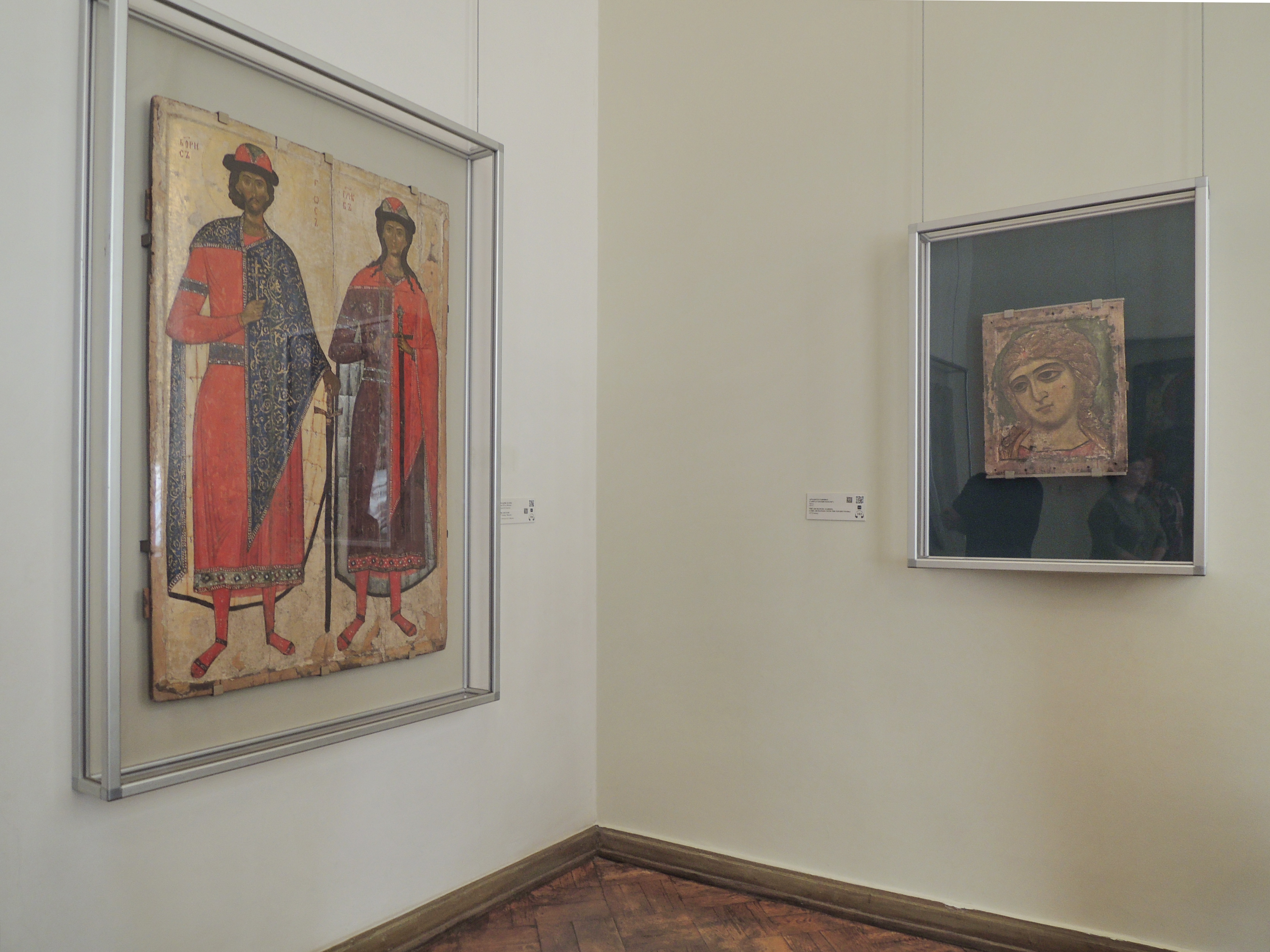
Ikona na ekspozycji w Rosyjskim Muzeum Państowym

Ikona jest przypisywana szkole nowogrodzkiej (wykazuje podobieństwo do malowideł w nowogrodzkiej cerkwi Zbawiciela na Neredicy) i powstawała pomiędzy 1130 a 1190 rokiem. Jest jedną z najstarszych rosyjskich ikon sprzed czasów imperium mongolskiego (zachowało się ich nie więcej niż 20 na świecie). Mogła zostać przywieziona z Nowogrodu Wielkiego na kreml moskiewski za czasów Iwana IV Groźnego. Ikona przypuszczalnie była częścią deesis. Obraz został odnaleziony w 1864 roku podczas rozbiórki „rupieciarni” dzwonnicy Iwana Wielkiego, gdzie składowano zniszczone zabytki; na ikonę zwrócił uwagę historyk sztuki Gieorgij Filimonow.
Dopiero w XX wieku dzieło zaczęto nazywać Aniołem o złotych włosach.
Obraz znajdował się w Galerii Tretiakowskiej, został odrestaurowany przed 1926 rokiem; od 1931 roku jest przechowywany w Muzeum Rosyjskim w Petersburgu (numer ewidencyjny ДРЖ-2115) – jest najstarszą ikoną w zbiorach tego muzeum, jest ona eksponowana na wystawie stałej.

## Charakterystyka
Obraz został namalowany temperą na desce o wymiarach 49 x 38,8 cm, o grubości 2,8 cm. Styl ikony wykazuje związek ze sztuką bizantyńską; dzieło cechuje się prostą kompozycją, przedstawiona na zielonym tle postać z wielkimi oczami ma klejnot we włosach, co wskazuje na archanioła, niekoniecznie jest to jednak archanioł Gabriel. Jego twarz jest szeroka, o pełnych policzkach, a nos zakrzywiony. Wzrok anioła nie jest skierowany na widza. Migdałowe oczy postaci są stylistycznie zbliżone do przedstawień Matki Bożej z wyspy Patmos. Włosy są przeplatane złotymi nićmi, co symbolizuje wielkość i nieśmiertelność. Zielone tło, ubranie i złote nici to pozostałości przemalowań z XVII wieku.